# Рея (корабоплаване)
Вижте пояснителната страница за други значения на Рея.
Реята в корабоплаването е хоризонталната греда, закрепена в средата към мачта или стенга. Служи за закрепване на сигнали и ветрила при плавателните съдове.

## Видове реи
Реите, разположени на фокмачтата са:
- фокрея – най-долната рея, където се закача фокът;
- формарсрея;
- форбрамрея;
- форбомбрамрея;
- фортрюмрея;
- формунрея.

Реите, разположени на гротмачтата са:
- гротрея;
- гротмарсрея;
- гротбрамрея;
- гротбомбрамрея;
- гроттрюмрея;
- гротмунрея.

Реите, разположени на бизанмачтата са:
- бизанрея;
- крюйсрея;
- крюйсбрамрея;
- крюйсбомбрамрея;
- крюйстрюмрея;
- крюйсмунрея.